# Mouvement populaire wallon
Het Mouvement populaire wallon (MPW) was een Belgische politieke organisatie uit de Waalse Beweging. Ze werd einde februari 1961 door de syndicalist André Renard opgericht, na de algemene staking van de winter 1960-1961 tegen de Eenheidswet, met als doelstellingen structuurhervormingen en federalisme. Freddy Terwagne, een der vaders van de staatshervorming van 1970, was ook een van de medeoprichters. Op 8 april 1961 werd ook een Brusselse afdeling opgericht.
Na de dood van André Renard werd Jacques Yerna voorzitter in 1962. Het Mouvement populaire wallon is een van de bewegingen waaruit in 1968 het Rassemblement Wallon ontstond.